# Garde noble
La garde noble est un ancien corps militaire chargé de la protection et de la garde d'honneur du pape.
Elle est créée par Pie VII le 11 mai 1801 et tire son nom d'une institution similaire de la cour d'Espagne. Cette unité ne recrute que dans les rangs de la noblesse des États pontificaux : les candidats doivent fournir des preuves de noblesse. Ses soldats sont postés comme gardes du palais du Vatican et escortent le pape dans ses déplacements. Ils accompagnent également les représentants du pape portant la rose d'or, ou encore la barrette à un néo-cardinal.
Le corps de la garde noble sert d'abord de débouché aux jeunes cadets des familles nobles de Rome. Après la prise de la Ville éternelle par les troupes italiennes en 1870, le service dans la garde noble marque l'attachement au Saint-Siège et le refus du jeune État italien.
La garde noble cesse d'exister le 14 septembre 1970 avec la lettre de Paul VI portant suppression de tous les corps militaires du Vatican, à l'exception de la Garde suisse pontificale.

## Histoire

Un garde noble en grand uniforme.

Un garde noble en uniforme de service courant.

La garde noble est créée par le pape Pie VII le 11 mai 1801, en réponse à une volonté au sein de l'aristocratie romaine de former une garde du corps pour le souverain pontife.
Garde exclusive du palais papal, la garde noble ne connaît pas de service militaire actif ni de combat au cours des nombreuses campagnes militaires qui engagent les États pontificaux entre 1801 et 1870. Avec l'unification de l'Italie et l'abolition des États pontificaux en 1870, la garde noble limite son activité aux bâtiments et aux terrains du Vatican. Bien qu'il s'agisse toujours d'une unité de cavalerie, elle n'a guère l'occasion de se déployer à cheval dans les limites du Vatican, même si deux soldats montés accompagnent le carrosse papal lorsque le pape est conduit dans les jardins du Vatican. En 1904, le service à cheval est entièrement aboli et les derniers chevaux sont vendus. Armés à l'origine de carabines, de pistolets et de sabres, les gardes ne portent plus qu'un sabre après 1870.
Le corps est composé de volontaires et ses membres ne sont pas rémunérés pour leur service, même s'ils reçoivent une indemnité pour leurs uniformes. Les recrues sont issues de familles nobles de Rome, bien qu'au XXe siècle, les exigences soient assouplies dans la pratique afin de permettre à la noblesse d'autres régions d'Italie de rejoindre la garde. Les membres sont censés détenir des titres datant d'au moins 100 ans. Le commandant du corps s'appelle le capitaine. Le commandement est d'abord assuré de manière héréditaire par les familles Barberini et Altieri, mais passe plus tard à la famille Rospigliosi. L'un des postes subordonnés au sein de la garde est celui de porte-étendard héréditaire, chargé de porter l'étendard de l'Église catholique. Cette fonction est tenue par les Patrizi-Montoro.
Après 1870, la garde noble, réduite à moins de 70 hommes, remplit principalement des fonctions cérémonielles en tant que garde d'honneur. Les gardes apparaissent le plus souvent en public lorsque le pape préside les cérémonies dans la basilique Saint-Pierre. Lorsque le pape est porté dans la sedia gestatoria, les gardes nobles marchent à côté de la chaise papale. Pendant les heures réservées aux audiences papales, les gardes nobles se tiennent également dans l'antichambre des appartements papaux et, lors d'occasions officielles, de part et d'autre du trône papal.
Pendant la Seconde Guerre mondiale, la garde noble partage avec la Garde suisse pontificale la responsabilité de la sécurité personnelle du pape Pie XII. Pour la première fois depuis 1870, des pistolets sont remis au personnel de service. Pendant toute la durée de la guerre, les gardes nobles montent la garde jour et nuit devant l'appartement papal et suivent Pie XII lors de ses promenades quotidiennes dans les jardins du Vatican.
La garde noble est supprimée par le pape Paul VI en 1970 dans le cadre des réformes de l'Église après le IIe concile œcuménique du Vatican. L'image élitiste d'un corps cérémoniel privilégié a été jugée incompatible avec une époque davantage tournée vers le simplicité et l'inclusion. L'audience d'adieu prévue pour les gardes nobles avec le pape n'a pas lieu et les biens de l'unité sont rapidement réquisitionnés par la secrétairerie d'État.

## Liste des capitaines
- Giuseppe Mattei, 4e duc de Giove (1801-1809)
- Luigi Braschi-Onesti, 1er duc de Nemi (1814-1816)
- Paluzzo Altieri, 5e prince d'Oriolo (1816-1819)
- Francesco Colonna Barberini, 6e prince de Palestrina (1819-1853)
- Carlo Colonna Barberini, duc de Castelvecchio puis 7e prince de Palestrina (1853-1878)
- Emilio Altieri, 7e prince d'Oriolo (1878-1900)
- Paolo Altieri, 8e prince d'Oriolo (1900-1901)
- Camillo Rospigliosi, prince de Zagarolo (1901-1915)
- Giuseppe Aldobrandini, 2e prince de Meldola (1915-1939)
- Francesco Chigi della Rovere (1939-1953)
- Mario del Drago (1957-1970)